# Fabrice Muamba
Fabrice Ndala Muamba (født 6. april 1988 i Kinshasa, Zaire) er en engelsk tidligere fodboldspiller af congolesisk afstamning, der spillede som defensiv midtbanespiller hos Premier League-klubben Bolton Wanderers. Han kom til klubben fra Birmingham City i juni 2008, og har desuden tidligere spillet for Arsenal F.C..
Den 17. marts 2012 kollapsede Muamba på banen under en FA Cup kvartfinale mod Tottenham. Han blev efterfølgende forsøgt genoplivet på banen og blev derefter kørt på hospitalet. På hospitalet blev Muamba genoplivet, efter han havde været død i 78 min.. På grund af sit kollaps stoppede Muamba efterfølgende karrieren.

## Landshold
Muamba har ikke optrådt for Englands A-landshold, men har siden 2007 optrådt tolv gange for sit land på U-21 niveau.